# 26-os busz (Budapest)
A budapesti 26-os jelzésű autóbusz a Nyugati pályaudvar metróállomás és a Göncz Árpád városközpont metróállomás között, a margit-szigeti Schulek Frigyes sétányon keresztül közlekedik. A viszonylat elsősorban turisztikai jelentőségű, mert ezzel a busszal lehet megközelíteni a Margit-sziget nevezetességeit, például a Hajós Alfréd uszodát, a Palatinus Strandfürdőt, vagy a Zenélő kutat. A vonalat a Budapesti Közlekedési Központ megrendelésére a Budapesti Közlekedési Zrt. üzemelteti. A járműveket a Kőbányai és az Óbudai autóbuszgarázs állítja ki.

## Járművek
Annak ellenére, hogy a busz a Margitszigeten halad keresztül, érintve számos helyi látványosságot, valamint az alkalmanként (például sportesemények és egyéb rendezvények idején) megnövekvő zsúfoltság ellenére, sokáig csak szóló járművek közlekedtek a vonalon. Az Ikarus 415-ösök megjelenéséig Ikarus 260 típusú buszokat üzemeltetett a BKV kelenföldi telephelye, majd az Ikarus 415-ösök áthelyezésével és az alacsony padlós járművek megjelenésével egy időben a vonal járművei Ikarus 412-esekre cserélődtek. Ez az állapot 2008-ig állt fenn.
A 2017 nyarán megrendezett úszó-világbajnokság alatti sűrűbb forgalom miatt a frissen beszerzett csuklós Mercedes-Benz Conectók közlekedtek a vonalon.
A látogatottsághoz igazodva a téli hónapokban jellemzően ritkábban, nyáron sűrűbben követik egymást a viszonylatra kiadott buszok. A nyári hónapokban mindennap, az egyéb időszakokban hétvégén a szóló helyett csuklós járművekkel közlekedik.
Típusjelzés szerint ezek a buszok Mercedes Conecto G-k, G2-k és 2G-k, valamint Mercedes-Benz Facelift és sima Citaro G-k, valamint utóbbi 3 típus szóló változatai, amelyeket G betű nélkül jelölnek.

## Története
A 26-os busz először Újpesten tűnt fel. 1929. november 20. és 1930. január 31. között az Agyag utca – Balzsam utca – Göncöl utca – Árpád út – István tér útvonalon közlekedett. Megszűnése után a 20-as busz pótolta.
1932. szeptember 25-én az Erzsébet tér – Margit híd – Margitsziget, Gyógyszálló útvonalon közlekedő 6-os busz jelzése 26-osra módosult. 1939. szeptember 1. és október 5. között csak az Erzsébet tér – Margitsziget, Strandfürdő szakaszon járt, mert a buszokat katonai célokra használták fel. 1939 végén a 26-os már a Vígszínház és Margitsziget, Gyógyszálló között, betétjárata, a 26A pedig a Vígszínház és Margitsziget, Strandfürdő között közlekedett.
1940. július 2–7., illetve 1941. április 3–20. között a járat közlekedése szünetelt, mert az autóbuszokat ismét katonai célokra használták fel, majd 1944-ben a viszonylat – Budapest ostroma miatt – meg is szűnt, és csak 1948. augusztus 1-jén indult újra. Ekkor a 26-os csak vasárnaponként közlekedett a Blaha Lujza tér és Margitsziget, Gyógyszálló között, míg betétjárata a hét többi napján a Pannónia utca és Margitsziget, Gyógyszálló között járt.
Az 1950-es években a 26-os busz végállomási a Vígszínházhoz és margitszigeti Nagyszállóhoz kerültek, majd 1981. december 30-án áthelyezték ezeket a Nyugati pályaudvarhoz és a margitszigeti Zenélőkúthoz.
1988-óta a Nyugati tér – Margitsziget – Árpád híd metróállomás (ma Göncz Árpád városközpont) útvonalon közlekedik. Ezt követően 1997-ig nyári hétvégéken, strandolásra alkalmas idő esetén 26A jelzésű betétjárat közlekedett a Nyugati tér és a margitszigeti Zenélő kút között.
2009. augusztus 21-étől 2011. október 20-áig – a Margit híd felújítása miatt – csak az Árpád híd és a Margitsziget, Centenáriumi emlékmű között járt.
2016. július 28-ától 2017. március 30-áig útfelújítási munkák miatt csak az Árpád híd és a Margitsziget, Szabadtéri Színpad között járt. 2016. szeptember 1-jétől csak a Zenélőkútig közlekedett. A sziget komplett felújításának folytatása miatt 2017. április 5-étől június 2-áig nem közlekedett.
2020. április 9-én a magyar kormány meghosszabbította a március 28. óta érvényben lévő kijárási korlátozást, mindemellett a húsvéti időszakra tekintettel a polgármesterek szigorító szabályok bevezetésére is felhatalmazást kaptak. Karácsony Gergely főpolgármester ugyanezen a napon javaslatot tett a gyakran látogatott közterületek járványveszély miatti lezárásáról, ide sorolva a Margit-szigetet is, emiatt a 26-os busz közlekedésének szüneteltetésére utasította a BKK-t az április 10–13. időszakra. A hatósági záráshoz igazodva ezeken a napokon a 26-os busz üzemkezdettől csak reggel 8 óráig közlekedik.
2021. szeptember 1-jétől az autóbuszokra kizárólag az első ajtón lehet felszállni, ahol a járművezető ellenőrzi az utazási jogosultságot.
2024. július 29. és augusztus 2. között a 26-os busz a Nyugati pályaudvar felé terelt útvonalon, a Róbert Károly körút – Váci út – Ferdinánd híd – Podmaniczky utca – Teréz körút útvonalon közlekedik, ezért a kieső szakaszának részleges pótlására 26A jelzéssel ideiglenes járat indul.

## Útvonala
| Nyugati pályaudvar felé |
| Göncz Árpád városközpont M vá. – Róbert Károly körút – Árpád híd – Margitsziget – Margit híd – Árpád fejedelem útja – Bem rakpart – Lipthay utca – Margit híd – Szent István körút – Nyugati tér – Váci út – Nyugati pályaudvar M vá. |
| Göncz Árpád városközpont felé |
| Nyugati pályaudvar M vá. – Váci út – Nyugati tér – Szent István körút – Margit híd – Margitsziget – Árpád híd – Róbert Károly körút – Teve utca, forduló – Róbert Károly körút – Göncz Árpád városközpont M vá.                       |

## Megállóhelyei
| 0  | Nyugati pályaudvar M végállomás       | 22 | 4, 6 72, 73 9, 91, 191, 226, 291 S21 S50 Z50 S70 G70 Z70 S71 G71 S72 Z72 IC, EC, sebesvonat | Autóbusz-állomás, metróállomás, Nyugati pályaudvar                              |
| 3  | Jászai Mari tér                       | 19 | 2, 2B, 4, 6, 23 75, 76 9, 15, 91, 191, 226, 291                                             | Kikötők                                                                         |
| ∫  | Margit híd, budai hídfő H             | 14 | 9, 226                                                                                      | HÉV-állomás                                                                     |
| ∫  | Margit híd, budai hídfő H             | 13 | 4, 6, 17, 19, 41 9, 91, 191, 226, 291                                                       | HÉV-állomás                                                                     |
| 4  | Margitsziget / Margit híd             | 10 | 4, 6 226                                                                                    |                                                                                 |
| 5  | Hajós Alfréd uszoda                   | 9  | 226                                                                                         | Hajós Alfréd uszoda                                                             |
| 6  | Parkmozi köz                          | 8  | 226                                                                                         | Parkmozi                                                                        |
| 7  | Palatinus fürdő                       | 7  | 226                                                                                         | Palatinus Strandfürdő                                                           |
| 8  | Szabadtéri Színpad                    | 6  | 226                                                                                         | Margitszigeti Szabadtéri Színpad                                                |
| 9  | Szállodák (Hotels)                    | 5  | 226                                                                                         | Termál Hotel, Grand Hotel                                                       |
| 10 | Zenélőkút                             | 4  | 226                                                                                         | Zenélőkút                                                                       |
| 12 | Margitsziget / Árpád híd              | ∫  | 34, 106, 226                                                                                | Zenélőkút                                                                       |
| 14 | Népfürdő utca / Árpád híd             | 2  | 1, 1A 15, 34, 106 79                                                                        | Duna Aréna                                                                      |
| 15 | Göncz Árpád városközpont M            | 1  | 1, 1A 32, 34, 106, 120 79 800, 815, 820, 821, 830, 832, 840, 848                            | Autóbusz-állomás, metróállomás, VOLÁN-buszállomás ORFK, BRFK, NYUFIG, OEP-KMREP |
| 17 | Göncz Árpád városközpont M végállomás | 0  | 1, 1A 32, 34, 106, 120 79 800, 815, 820, 821, 830, 832, 840, 848                            | Autóbusz-állomás, metróállomás, VOLÁN-buszállomás ORFK, BRFK, NYUFIG, OEP-KMREP |

1. ↑  A 4-es és 6-os villamosok a Margit hídon állnak meg.
2. ↑  A 15-ös busz, illetve a 79-es trolibusz a Népfürdő utcában, a Dagály utca és az Árpád híd között áll meg.
3. ↑  Országos Rendőr-főkapitányság
4. ↑  Budapesti Rendőr-főkapitányság
5. ↑  Nyugdíjfolyósító Igazgatóság
6. ↑  Országos Egészségbiztosítási Pénztár, Közép-magyarországi Regionális Pénztár ügyfélszolgálata

## Képgaléria

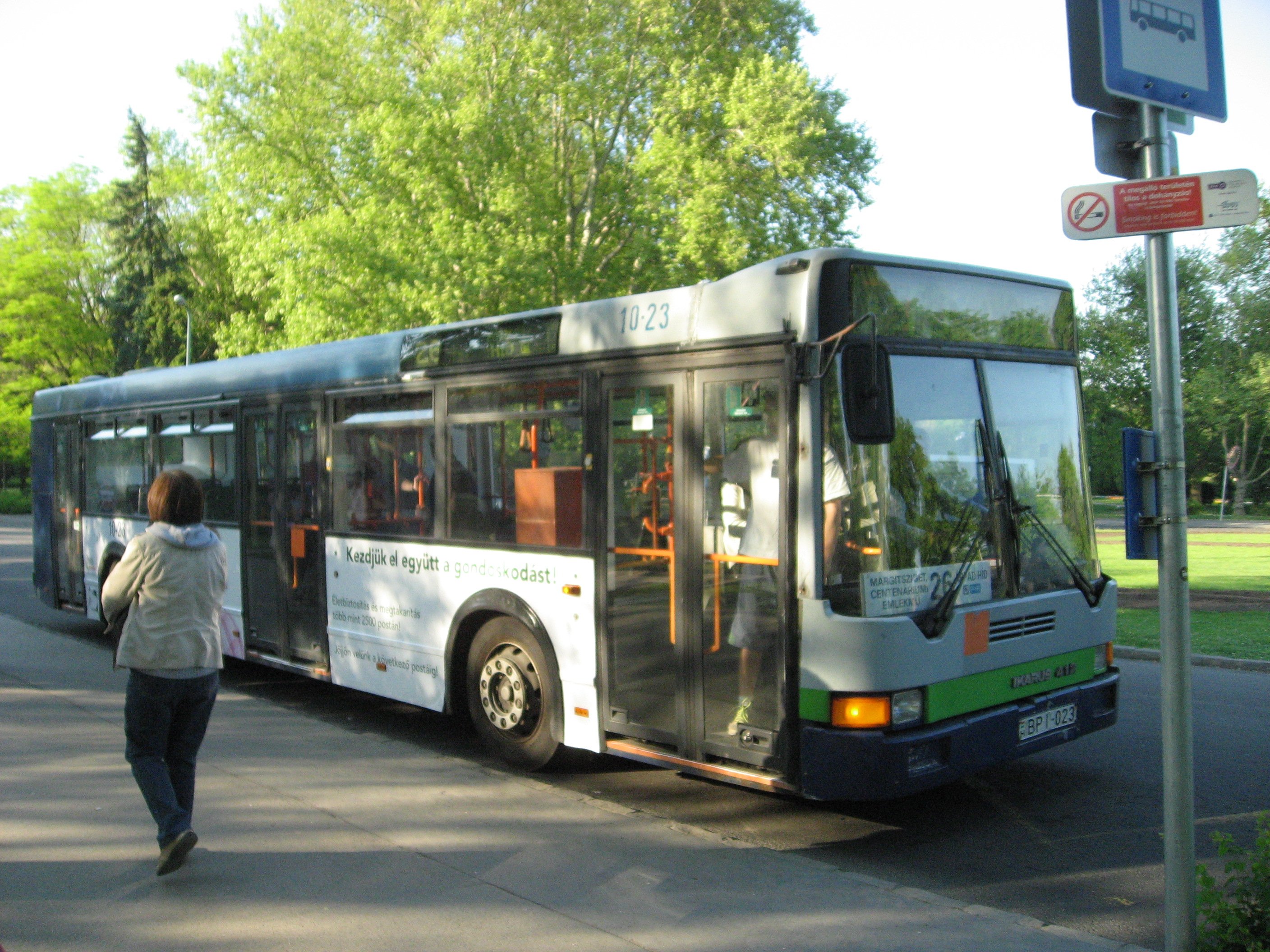
Ikarus 412 a vonalon
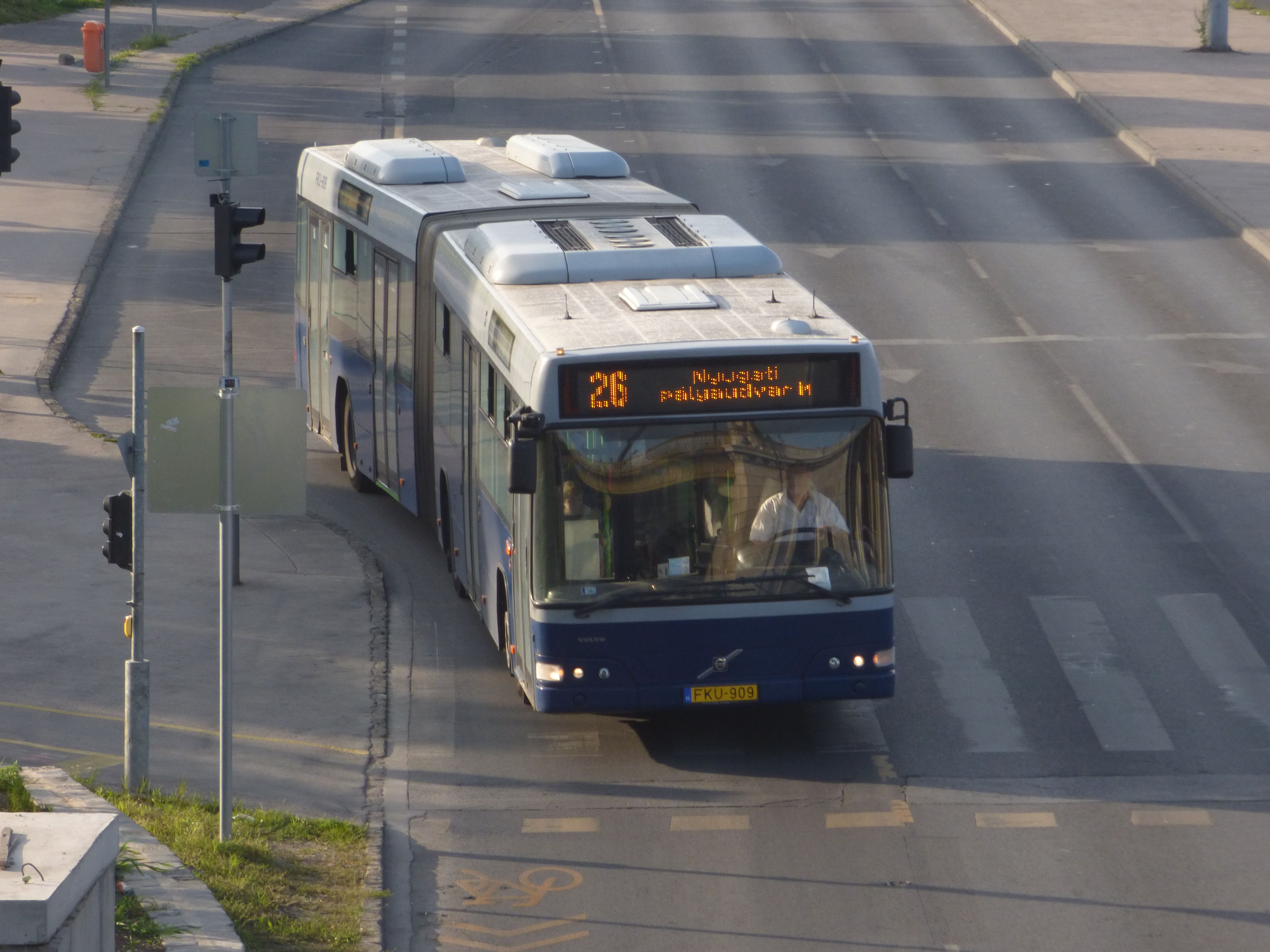
Volvo 7700A a Margit híd budai hídfőnél
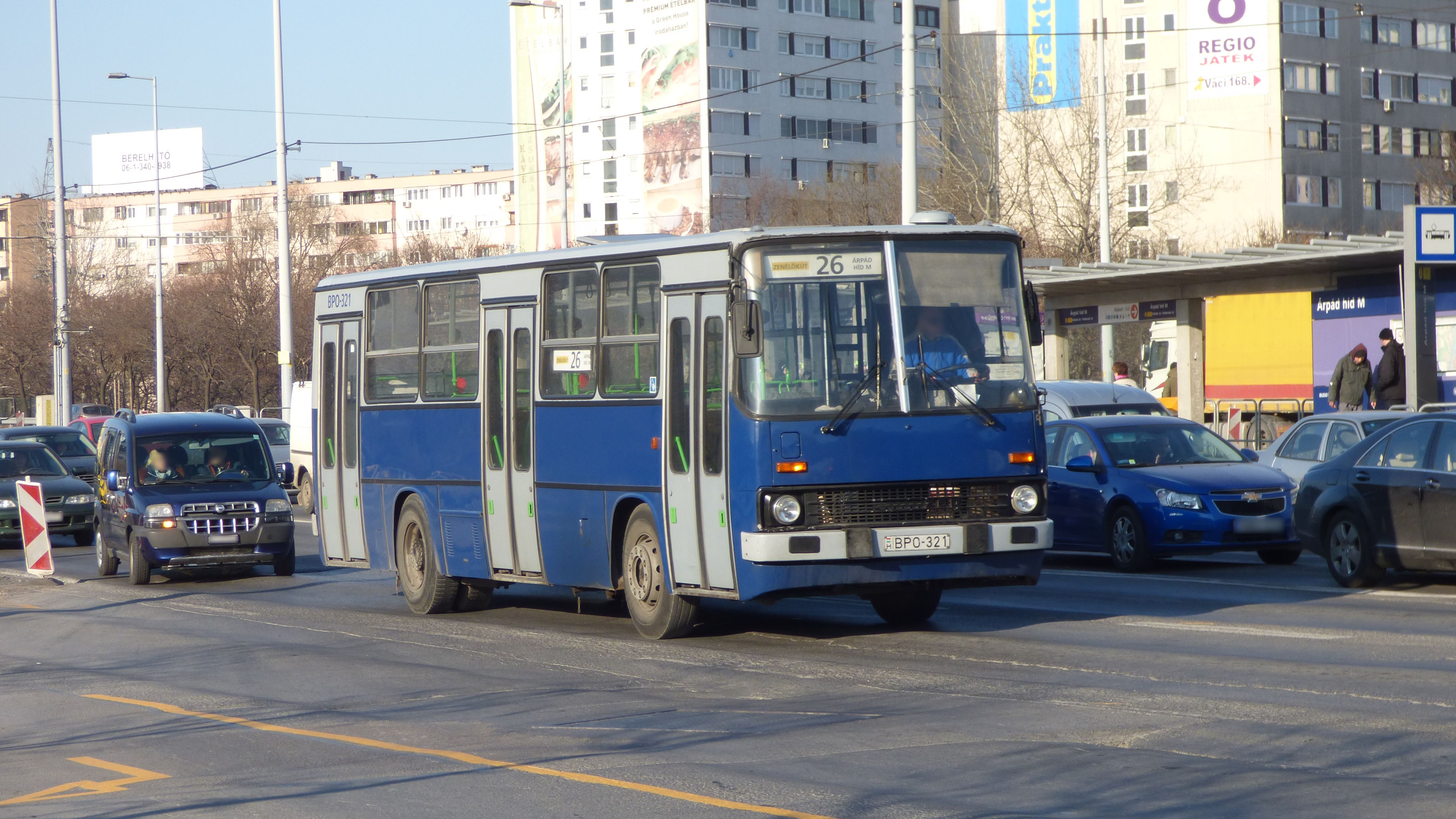
Ikarus 260-as busz a terelés idején